# عبد الرحمن الفالح
عبد الرحمن محمد الفالح مواليد 30 ديسمبر 2003، هو لاعب كرة قدم سعودي يلعب حالياً في نادي الزلفي كلاعب وسط.